# Vrbnik (żupania primorsko-gorska)

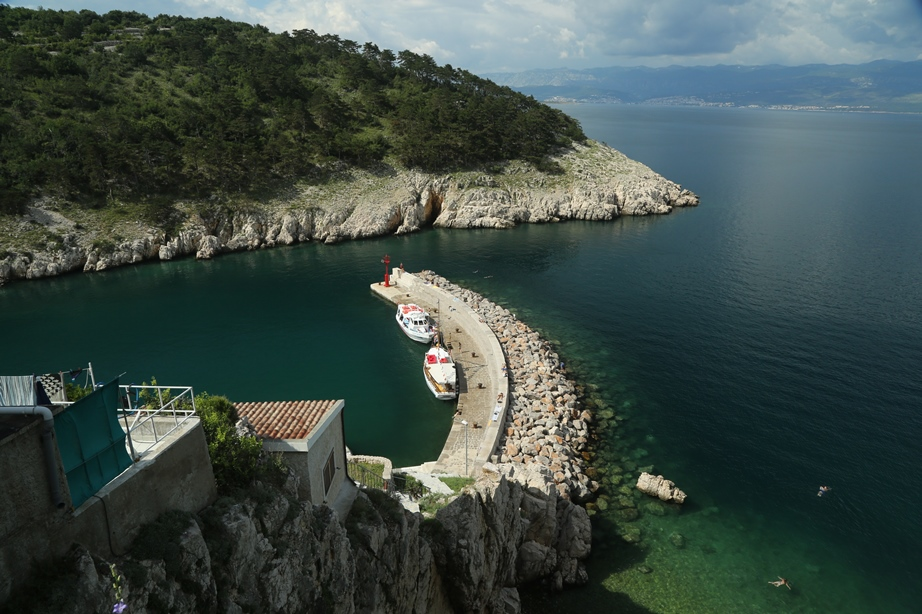
Wejście do portu jachtowego we Vrbniku

Vrbnik – miasto w Chorwacji, w żupanii primorsko-gorskiej, siedziba gminy Vrbnik. Jest położony na największej wyspie Chorwacji – Krku. W 2011 roku liczył 948 mieszkańców.
Pierwsza wzmianka na temat miasta pojawia się w 1100 roku, jednak badania archeologiczne wskazują, że miejsce było zamieszkane od czasów neolitycznych. Rozkwit miasta przypada na okres rządów rodu Frankopanów (1118-1480).